# Lucille Wheeler
Lucile Wheeler, kanadska alpska smučarka, * 14. januar 1935, Saint-Jovite, Quebec, Kanada.
Nastopila je na dveh olimpijskih igrah in leta 1956 osvojila bronasto medaljo v smuku, tekma je štela tudi za svetovno prvenstvo. Ob tem je na svetovnih prvenstvih v petih nastopih osvojila še naslova prvakinje v smuku in veleslalomu ter naslov podprvakinje v kombinaciji, vse leta 1958, ko je bila tudi sprejeta v Kanadski športni hram slavnih.